# Падіння Берліна (фільм, 1949)
«Падіння Берліна» (рос. «Падение Берлина») — радянський художній фільм, перший кольоровий фільм відомого грузинського кінорежисера Михайла Чіаурелі. Фільм має дві серії.

## Сюжет
Легендарна кіноепопея про події Другої світової війни (німецько-радянської війни), яка вийшла на екрани за часів розквіту культу особи Сталіна. Сценарій, склад акторів і весь процес зйомок фільму особисто контролював Й. В. Сталін.

## Актори
- Михайло Геловані — маршал Йосип Сталін
- Борис Андреєв — Олексій Іванов
- Марина Ковальова — Наталя Румянцева
- Володимир Савельєв — Адольф Гітлер
- Юрій Тимошенко — Костянтин Зайченко
- Урасалієв А. — Юсупов
- Микола Боголюбов — заводський суперінтендант Кумчинський
- Ян Веріх — Герман Герінг
- Соф'я Гіацинтова — мати Олексія Іванова
- Карл Роден — Чарльз Бедстон
- Віктор Станицин — прем'єр-міністр Великої Британії Вінстон Черчилль
- Олег Фреліх — президент США Франклін Рузвельт
- Новакова Марі — Ева Браун
- Володимир Любимов — Генерал Олександр Василевський
- Петрункін Н. — Йозеф Геббельс
- Андрій Абрикосов — генерал Олексій Антонов
- Федір Блажевич — маршал Георгій Жуков
- Олександра Данилова — голова цехкому
- Борис Тенін — генерал-лейтенант Чуйков
- Михайло Сидоркін — Сергій Штеменко
- Ренін В. — Герд фон Рундштедт
- Микола Плотников — Вальтер фон Браухич
- Володимир Покровський — Альфред Йодль
- Апарін Н.
- Гавриїл Бєлов
- Олексій Грибов — Климент Ворошилов
- Капістін Н.
- Олександр Ханов
- Хартник
- Ключарьов В.
- Лебедів В.
- Нелішикова О.
- Пасічник Г.
- Микола Рижов
- Максим Штраух — В'ячеслав Молотов
- Рубен Симонов
- Володимир Васильєв
- Воліфак П.
- Золар З.
- Володимир Кенігсон — генерал Кребс
- Веріко Анджапарідзе — Гансова мати
- Борис Ліванов — Костянтин Рокоссовський
- Сергій Блинников — Іван Конєв

## Нагороди

### Кінофестиваль у Карлових Варах
- Кришталевий глобус 1950 року за фільм «Падіння Берліна»

### Сталінська премія
- Сталінська премія 1-го ступеня (1950 року), Борис Андреєв.
- Сталінська премія 1-го ступеня (1950 року), Михайло Геловані.
- Сталінська премія 1-го ступеня (1950 року), Володимир Кенігсон.
- Сталінська премія 1-го ступеня (1950 року), Дмитро Шостакович.
- Сталінська премія 1-го ступеня (1950 року), Михайло Чіаурелі.
- Сталінська премія (1950 року), Леонід Косматов.
- Сталінська премія (1950 року), Петро Павленко.
- Сталінська премія (1950 року), Юрій Тимошенко

## Галерея

Кадр із фільму
Кадр із фільму